# Auke Zijlstra
Auke J. Zijlstra (Joure, 1 november 1964) is een Nederlands politicus namens de PVV. Sinds 16 juli 2024 is hij lid van het Europees Parlement. Eerder was hij dat al twee periodes tussen 2011 en 2019.

## Biografie

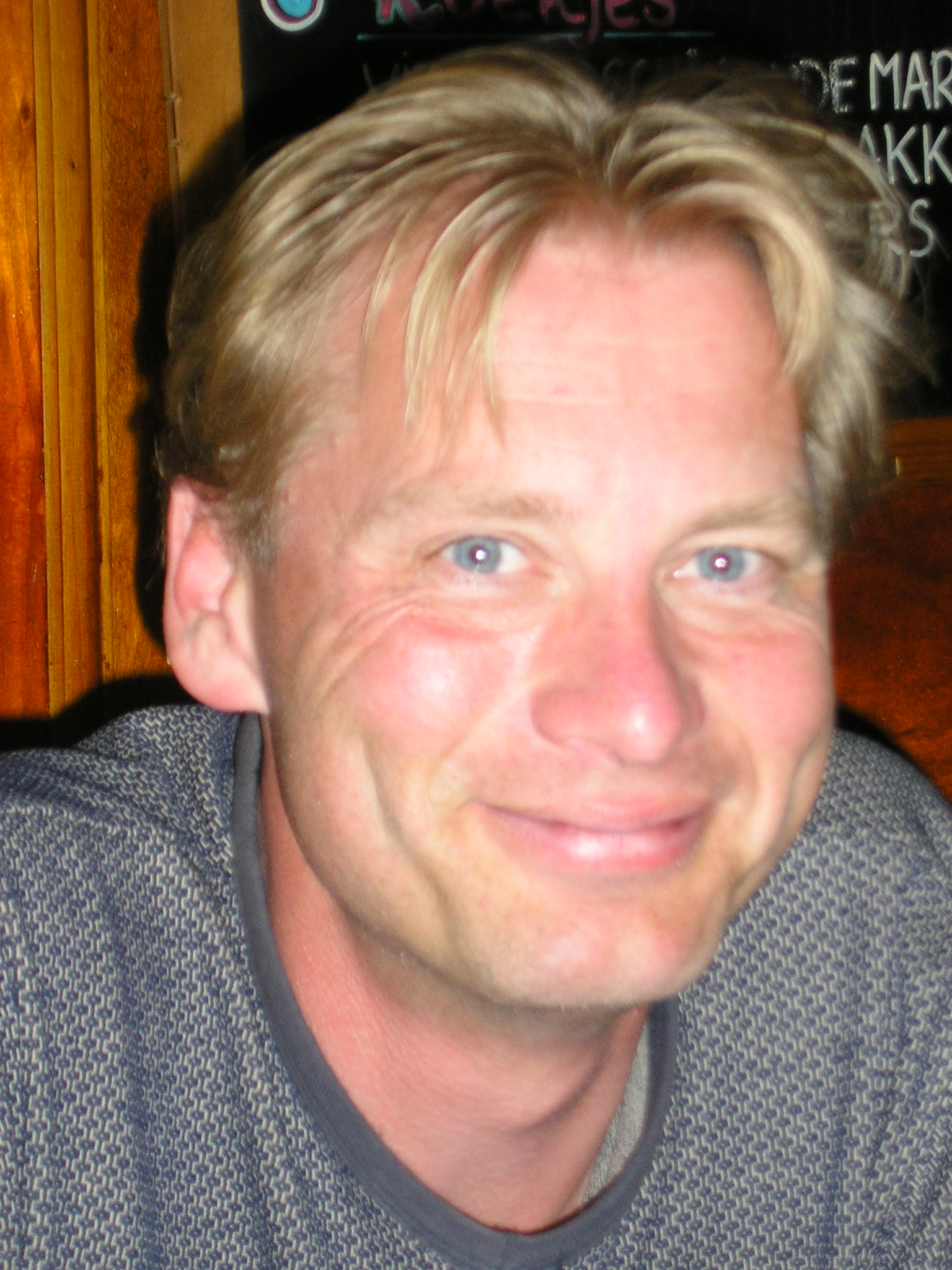
Zijlstra in 2005

Zijlstra heeft onder meer gewerkt als ICT-projectmanager. Van 2003 tot 2010 was hij beleidsmedewerker op het ministerie van Binnenlandse Zaken. Vanaf 2010 was hij medewerker van de PVV-fractie in het Europees Parlement.
Zijlstra was in 2006 en 2010 kandidaat-Tweede Kamerlid voor de PVV, respectievelijk op de 11e en 26e plek op de kandidatenlijst.
Zijlstra stond tijdens de verkiezingen van het Europees Parlement in 2009 op de zesde plaats van de kandidatenlijst van de PVV voor het Europees Parlement en viel daarmee net buiten de direct verkozenen. Toen Daniël van der Stoep in augustus 2011 het Europees Parlement verliet, was Zijlstra de eerste opvolger. Hij werd benoemd op 8 september 2011.
Bij de Europese Parlementsverkiezingen van 2014 stond Zijlstra op de vijfde plaats van de kandidatenlijst van de PVV, wat niet voldoende was om herkozen te worden. Hierna werd hij weer medewerker van de Europese fractie. Na het overlijden van Hans Jansen op 5 mei 2015 werd de Ridderkerker op 1 september 2015 als diens opvolger benoemd tot lid van het Europees Parlement.
Bij de Europese Parlementsverkiezingen van 2019 stond Zijlstra op de derde plaats van de kandidatenlijst van de PVV, wat niet voldoende was om herkozen te worden. 
Bij de Europese Parlementsverkiezingen van 2024 had Zijlstra wederom de derde plek op de kandidatenlijst van de PVV. Hij werd verkozen met 24.318 voorkeurstemmen, waardoor hij voor een derde keer als Europarlementariër lid is van het Europees Parlement.